# GABA (菓子)
メンタルバランスチョコレート GABA（メンタルバランスチョコレート ギャバ）は、は、江崎グリコが販売しているチョコレートである。
2016年9月より機能性表示食品化されている。

## 概要
チョコレートに機能性を付加することを目的に開発されたチョコレートであり、一時的や心理的なストレスを低減する機能があると言われるGABA（γ-アミノ酪酸）が通常より多く含まれている。チョコレートの原料のカカオにもとから含まれているγ-アミノ酪酸をさらに増加させるため、GABAにはγ-アミノ酪酸を濃縮したGABAパウダーを投入し、チョコレート100gあたり280mgのγ-アミノ酪酸を含有させている。事務的なストレスをかかえやすいビジネスシーンを想定して開発されたチョコレートであり、手にべたつかないひと口サイズであったり、デスクの上を転がりにくくするようにサイコロ型にするなどといった工夫がなされている。発売当初の容器は机に置きやすいアルミ缶と携帯するのに便利なパウチを採用したが、2009年にアルミ缶のものを現在のスタンドパウチのものに変更している。
GABAパウダーを入れるとチョコレートの風味に影響が出ることが懸念されたが、香料の組み合わせ等を試行錯誤した結果、解消している。

## 商品ラインナップ
※2019年現在
- スタンドパウチ<ミルク>
- スタンドパウチ<ビター>
- フォースリープ<まろやかミルク>
- ちょい食べパック<ミルク>

## 歴代CMキャラクター

### 現在
- みやぞん（ANZEN漫才）

### 過去
- 阿部進之介